# Urosaurus ornatus
Espèce
Synonymes
- Uta ornata Baird & Girard, 1852
- Uta schottii Baird, 1858
- Uta symmetrica Baird, 1858
- Uta ornata var. linearis Baird, 1859
- Uta lateralis Boulenger, 1883
- Uta gularis Cragin, 1884
- Uta levis Stejneger, 1890
- Uta wrighti Schmidt, 1921
- Uta caerulea Smith, 1935
- Uta ornata schmidti Mittleman, 1940
- Uta ornata chiricahuae Mittleman, 1941

Statut de conservation UICN

 LC  : Préoccupation mineure
Urosaurus ornatus est une espèce de sauriens de la famille des Phrynosomatidae.

## Répartition
Cette espèce se rencontre :
- aux États-Unis dans l'Arizona, dans le Texas, dans le Nouveau-Mexique, dans l'Utah, dans l'ouest du Colorado, dans le sud du Nevada, et dans le sud-est de la Californie ;
- au Mexique dans le Sonora, dans le Chihuahua, dans le nord du Coahuila et dans le Sinaloa.

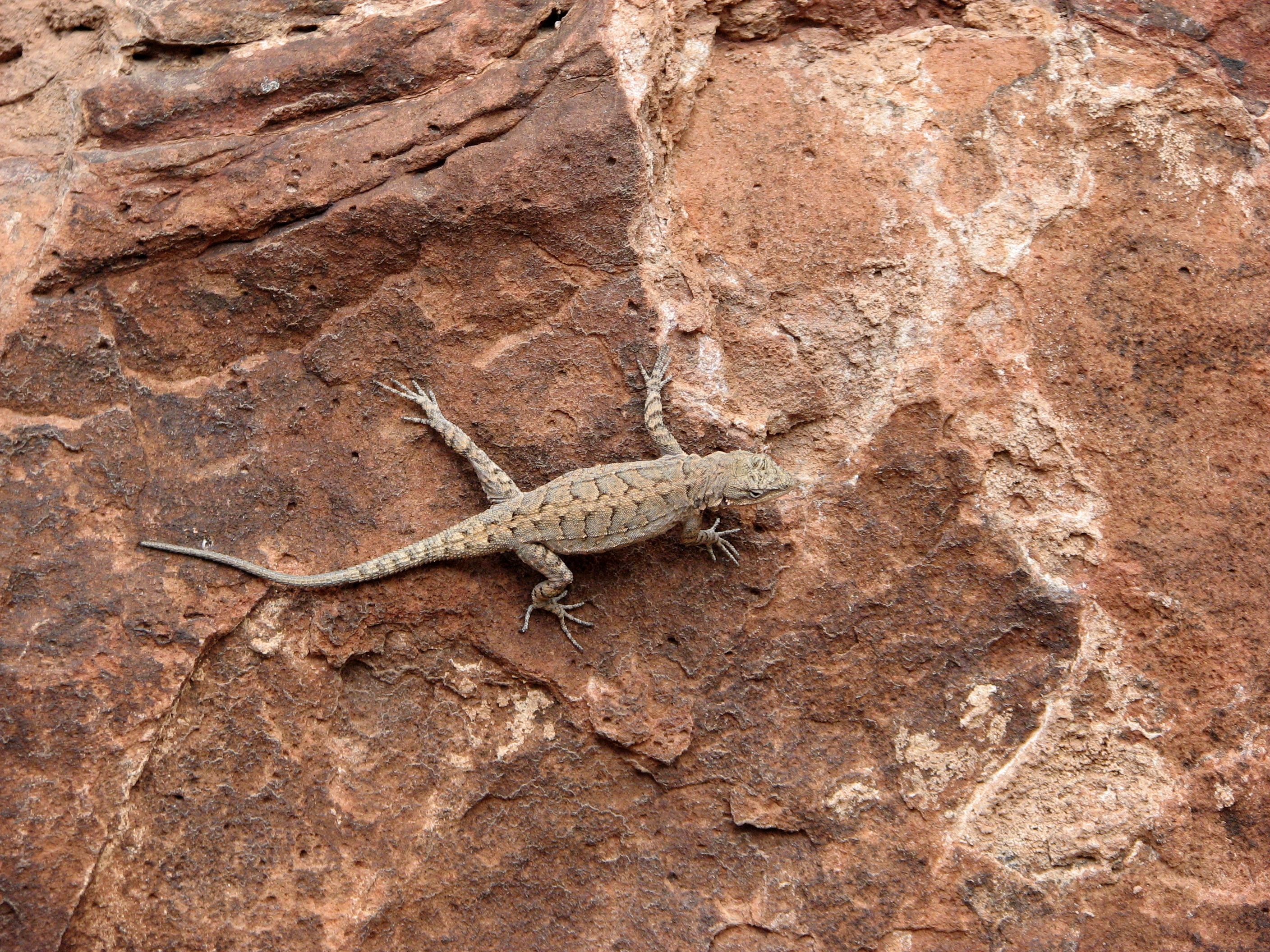

## Liste des sous-espèces
Selon The Reptile Database (26 février 2013) :
- Urosaurus ornatus caeruleus (Smith, 1935)
- Urosaurus ornatus chiricahuae (Mittleman, 1941)
- Urosaurus ornatus lateralis (Boulenger, 1883)
- Urosaurus ornatus levis (Stejneger, 1890)
- Urosaurus ornatus linearis (Baird, 1859)
- Urosaurus ornatus ornatus (Baird & Girard, 1852)
- Urosaurus ornatus schmidti (Mittleman, 1940)
- Urosaurus ornatus schottii (Baird, 1858)
- Urosaurus ornatus symmetricus (Baird, 1858)
- Urosaurus ornatus wrighti (Schmidt, 1921)

## Publications originales
- Baird, 1859 "1858" : Description of new genera and species of North American lizards in the museum of the Smithsonian Institution. Proceedings of the Academy of Natural Sciences of Philadelphia, vol. 10, p. 253-256 (texte intégral).
- Baird, 1859 : Reptiles of the boundary. United States and Mexican Boundary Survey, under the order of Lieut. Col. W.H. Emory. Major First Cavalry, and United States Commissioner. vol. 2, Reptile, part. 1. Department of the Interior, p. 1-35 (texte intégral).
- Baird & Girard, 1852 : Characteristics of some new reptiles in the Museum of the Smithsonian Institution, part 2. Proceedings of the Academy of Natural Sciences of Philadelphia, vol. 6, p. 125-129 (texte intégral).
- Boulenger, 1883 : Descriptions of new species of lizards and frogs collected by Herr A. Forrer in Mexico. Annals and Magazine of Natural History, ser. 5, vol. 11, p. 342-344 (texte intégral).
- Mittleman, 1941 "1940" : Two new lizards of the genus Uta. Herpetologica, vol. 2, no 2, p. 33-38.
- Mittleman, 1941 : A new lizard of the genus Uta from Arizona. Proceedings of the Biological Society of Washington, vol. 54, p. 165-168 (texte intégral).
- Schmidt, 1921 : New species of North American lizards of the genera Holbrookia and Uta. American Museum Novitates, no 22, (texte intégral).
- Smith, 1935 : Descriptions of new species of lizards from Mexico of the genus Uta, with notes on other Mexican species. University of Kansas science bulletin, vol. 22, no 7, p. 157-183 (texte intégral).
- Stejneger, 1890 : Results of a biological survey of the San Francisco Mountain region and Desert of the Little Colorado, Arizona. Part V. Annotated list of reptiles and batrachians collected by Dr. C. Hart Merriam and Vernon Bailey on the San Francisco Mountain Plateau and Desert of the Little Colorado, Arizona, with descriptions of new Species. North American Fauna, no 3, p. 103-118 (texte intégral).